# The Trump Organization

Trump Organization — фірма-конгломерат, яка належить Дональду Трампу. Займається нерухомістю, інвестуванням, брокерськими продажами й маркетингом, а також управлінням нерухомістю. Компанія володіє, управляє, інвестує і розвиває житлову нерухомість, готелі, курорти, житлові вежі, а також поля для гольфу в різних країнах, а також володіє кількома сотнями тисяч квадратних футів (кілька гектарів) нерухомості Манхеттену.
Трамп Організейшн також є виробником чоловічого одягу під брендом Donald Trump й жіночого ряду одягу під брендом Ivanka Trump.
У Trump Organization беруть участь 515 дочірніх товариств і організацій, 264 з яких має ім'я Трампа і ще 54 названі його ініціалами.

## Судові справи
У грудні 2022 рішенням суду присяжних Нью-Йорка фірма визнана у системному шахрайстві та ухиленні від сплати податків упродовж останніх 15 років.